# Мели (Чад)
Мели (фр. Méli) — деревня в Чаде, расположенная на территории региона Канем. Входит в состав департамента Канем.

## География
Деревня находится в западной части Чада, к северо-востоку от озера Чад, на высоте 306 метров над уровнем моря.
Мели расположен на расстоянии приблизительно 195 километров к северо-северо-востоку (NNE) от столицы страны Нджамены. Ближайшие населённые пункты: Ндиукоа, Гаей, Аунгете, Гая, Бир-Мафи, Диаталари, Абани-Арак.
Климат деревни характеризуется как аридный жаркий (BWh в классификации климатов Кёппена).

## Транспорт
Ближайший аэропорт расположен в городе Нгури.